# Kulikovska bitka
Kulikovska bitka, tudi Bitka na Kulikovem polju (rusko Мамаево побоище, Донское побоище, Куликовская битва, битва на Куликовом поле, Mamaevo poboiŝe, Danskoe poboiŝe, Kulikovska bitva, bitva na Kulikovom pole) se je vodila med borci Zlate horde pod poveljstvom Mamaja in različnimi ruskimi kneževinami pod združenim poveljstvom moskovskega velikega kneza Dmitrija Donskega. Bitka se je zgodila 8. septembra 1380 na Kulikovem polju pri reki Don (danes Tulska oblast, Rusija), zmagal je Dmitrij, ki je po bitki postal znan kot Donskoj.
Čeprav zmaga ni končala mongolske prevlade nad Rusijo, jo imajo ruski zgodovinarji na splošno za prelomno točko, ko je mongolski vpliv začel upadati in moskovska moč naraščati. Ta proces je sčasoma pripeljal do samostojnosti Moskve in oblikovanja sodobne ruske države.